# تخلیه تابشی

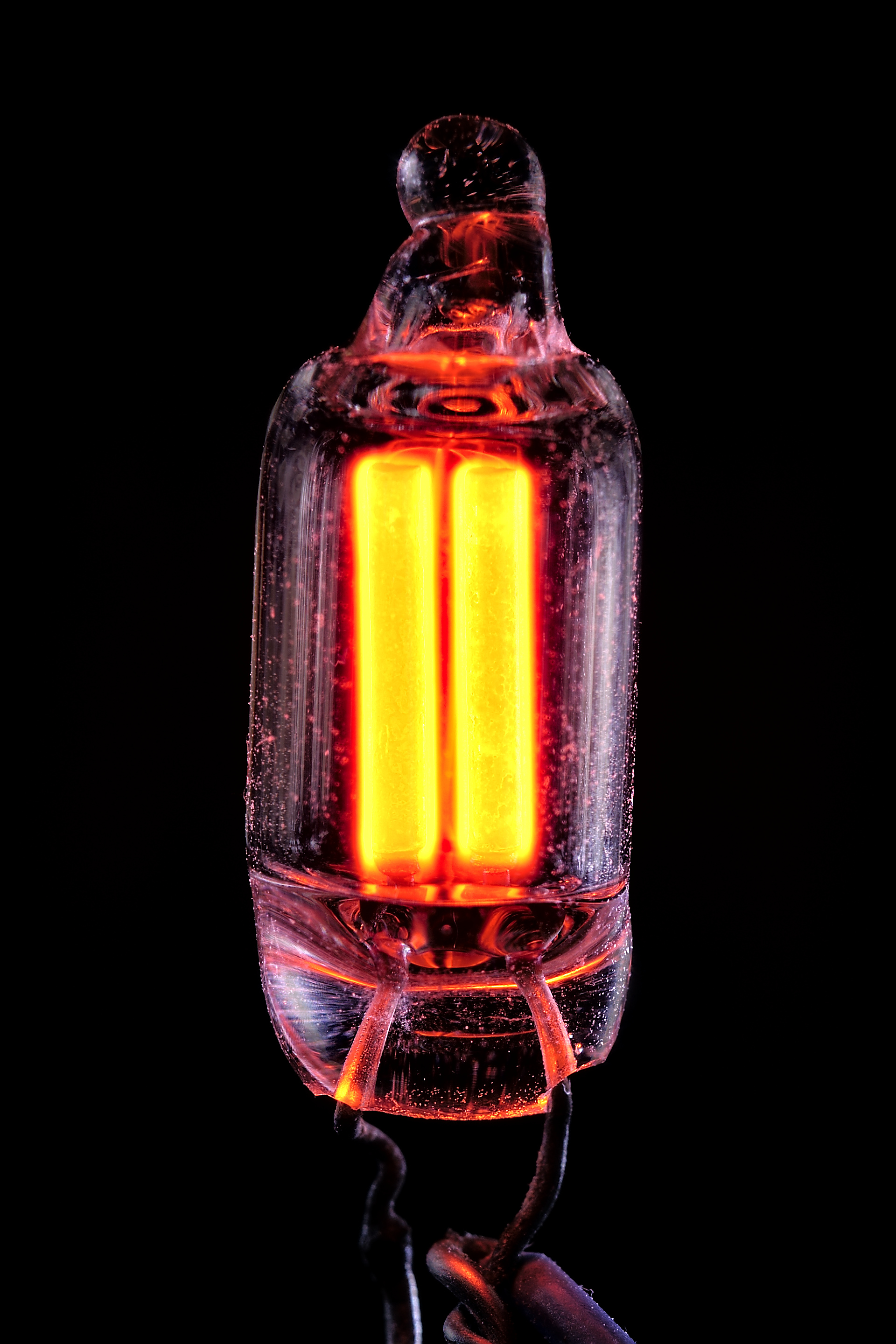
لامپ نئونی نوع NE-2 که در آن از جریان متناوباستفاده می‌شود

تخلیه تابشی پلاسمای است که با عبور جریان الکتریکی از طریق یک گاز ایجاد می‌شود. اغلب با اعمال ولتاژ بین دو الکترود در یک لوله شیشه ای حاوی یک گاز کم فشار ایجاد می‌شود. هنگامی که ولتاژ از مقداری به نام ولتاژ شکست تجاوز کند، یونیزاسیون گاز به خود پایدار می‌شود و لوله با یک نور رنگی می‌درخشد و رنگ به گاز مورد استفاده بستگی دارد.
تخلیه‌های تابش به عنوان منبع نور در دستگاه‌هایی مانند چراغ‌های نئونی، لامپ‌های فلورسنت و تلویزیون‌های صفحه پلاسمااستفاده می‌شوند. تجزیه و تحلیل نور تولید شده با طیف‌سنجی می‌تواند اطلاعات مربوط به فعل و انفعالات اتمی در گاز را نشان دهد، بنابراین تخلیه‌های تابشی در فیزیک پلاسما و شیمی تجزیه استفاده می‌شوند. همچنین در تکنیک تصفیه سطحی به نام کندوپاش نیز کاربرد دارد.

## انتقال برق در گاز

ولتاژ جریان جریان تخلیه الکتریکی در نئون در 1 torr، با دو الکترود مسطح ۵۰ سانتی‌متری جدا شده‌است. پاسخ: پالس‌های تصادفی توسط پرتوهای کیهانی ب: جریان اشباع ج: تخلیه Townsend بهمن D: تخلیه خود پایدار Townsend ه: منطقه ناپایدار: تخلیه تاج F: تخلیه درخشش زیر طبیعی G: تخلیه درخشش طبیعی ح: تخلیه درخشان غیرطبیعی من: منطقه ناپایدار: انتقال قوس درخشش J: قوس الکتریکی K: قوس الکتریکی منطقه AD: تخلیه تاریک. یونیزاسیون اتفاق می‌افتد، در زیر ۱۰ میکرومپ جریان دارد. منطقه FH: تخلیه درخشش. پلاسما درخشش ضعیفی دارد. منطقه IK: تخلیه قوس؛ مقادیر زیادی اشعه تولید می‌شود.

انتقال در یک گاز به حامل‌های بار نیاز دارد، که می‌توانند الکترون یا یون باشند. حامل‌های شارژ از یونیزه کردن برخی از مولکول‌های گاز ناشی می‌شوند. از نظر جریان، تخلیه تابشی بین تخلیه تاریک و تخلیه قوس قرار می‌گیرد.

## مکانیسم

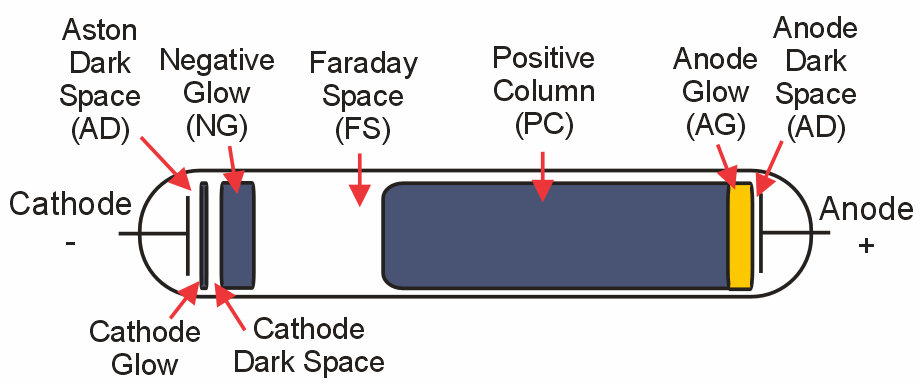
یک لوله تخلیه برقی (لوله کروکس) که نواحی تابان در گاز را نشان می دهد که هنگام اعمال ولتاژ DC بالا بین الکترودها پدیدار می شوند

ساده‌ترین نوع تخلیه تابشی، تخلیه تابشی با جریان مستقیم است. در ساده‌ترین شکل آن، از دو الکترود در یک سلول که در فشار کم نگه داشته شده‌اند تشکیل می‌شود (۱/۰ تا ۱۰۰ تور؛ در حدود ۱/۱۰۰۰۰ تا ۱/۱۰۰ اتمسفر). برای افزایش میانگین مسیر آزاد از فشار کم استفاده می‌شود. برای یک میدان الکتریکی ثابت، یک مسیر آزاد با میانگین طولانی‌تر اجازه می‌دهد تا یک ذره باردار شده قبل از برخورد با ذره دیگر انرژی بیشتری کسب کند. این سلول به‌طور معمول با نئون پر می‌شود اما از سایر گازها نیز می‌توان استفاده کرد. پتانسیل الکتریکی چند صد ولت بین دو الکترود اعمال می‌شود. بخش کوچکی از جمعیت اتمهای درون سلول در ابتدا از طریق فرایندهای تصادفی، مانند برخورد حرارتی بین اتمها یا توسط پرتوهای گاما، یونش می‌شوند. یون‌های مثبت توسط پتانسیل الکتریکی به سمت کاتد هدایت می‌شوند و الکترون‌ها با همان پتانسیل به سمت آند هدایت می‌شوند. جمعیت اولیه یونها و الکترونها با اتمهای دیگر برخورد می‌کند و آنها را برانگیخته یا یونیزه می‌کند. تا زمانی که این پتانسیل حفظ شود، جمعیت یون‌ها و الکترون‌ها باقی می‌مانند.

### انتشار ثانویه
برخی از انرژی جنبشی یونها به کاتد منتقل می‌شوند. این اتفاق تا حدی از طریق یونهایی که مستقیماً به کاتد زده می‌شوند رخ می‌دهد. یونها تعداد زیادی از اتم‌های خنثی گاز را مورد حمله قرار می‌دهند و بخشی از انرژی خود را به آنها منتقل می‌کنند. این اتمهای خنثی سپس به کاتد ضربه می‌زنند. هر کدام از انواع (یونها یا اتمها) به کاتد برخورد کنند، در داخل کاتد این انرژی مجدداً توزیع شده و در نتیجه الکترون‌های خارج از کاتد خارج می‌گردند. این فرایند به عنوان انتشار الکترون ثانویه شناخته می‌شود. پس از رهایی از کاتد، میدان الکتریکی الکترونها در بخش عمده ای از تخلیه درخشش تسریع می‌کند. سپس اتم‌ها می‌توانند با برخورد با یونها، الکترونها یا سایر اتمهایی که قبلاً با برخورد برانگیخته شده بودند، برانگیخته شوند.

### تولید نور
هنگامی برانگیختگی، اتمها انرژی خود را نسبتاً سریع از دست می‌دهند. از بین روش‌های مختلفی که می‌توان این انرژی را از دست داد، مهمترین آن به صورت تابشی است، به این معنی که یک فوتون آزاد می‌شود تا انرژی را از بین ببرد. در طیف‌سنجی اتمی نوری از طول موج این فوتون می‌توان برای تعیین هویت اتم استفاده کرد (یعنی کدام عنصر شیمیایی است) و تعداد فوتون‌ها به‌طور مستقیم با غلظت آن عنصر در نمونه متناسب است. برخوردها (دارای انرژی کافی و به اندازه کافی) باعث یونیزاسیون می‌شوند. در طیف‌سنجی جرمی اتمی، این یونها شناسایی می‌شوند. جرم آنها نوع اتم‌ها را مشخص می‌کند و مقدار آنها مقدار آن عنصر موجود در نمونه را نشان می‌دهد.

### مناطق
تصویر مناطق اصلی را که ممکن است در یک تخلیه درخشان وجود داشته باشد نشان می‌دهد. مناطقی که به عنوان «تابش» توصیف می‌شوند، از نور قابل توجهی ساطع می‌شوند. مناطقی با عنوان «فضاهای تاریک» مشخص نشده‌اند. هرچه تخلیه طولانی‌تر شود (به عنوان مثال، در هندسه تصاویر به صورت افقی کشیده می‌شود)، ستون مثبت ممکن است ناهموار شود؛ یعنی ممکن است مناطق تاریک و روشن متناوب شکل بگیرد. فشرده سازی دشارژها به صورت افقی باعث نواحی کمتری خواهد شد. ستون مثبت فشرده می‌شود در حالی که تابش منفی به همان اندازه باقی می‌ماند و با وجود شکاف‌های کافی کوچک، ستون مثبت به‌طور کلی ناپدید می‌شود. در یک تجزیه تخلیه تابشی، تخلیه در درجه اول یک تابش منفی با منطقه تاریک در بالا و زیر آن است.

### لایه کاتدی
لایه کاتد از فضای تاریک استون شروع می‌شود و با منطقه درخشش منفی به پایان می‌رسد. لایه کاتد با افزایش فشار گاز کوتاه می‌شود. لایه کاتد دارای یک فضای مثبت و یک میدان الکتریکی قوی است.

#### فضای تاریک استون
الکترونهای کاتدی را با انرژی تقریبی یک ولت از کاتد خارج می‌کنند که برای یونیزاسیون یا برانگیختن اتم‌ها کافی نیست و یک لایه تاریک نازک را در کنار کاتد ایجاد می‌کند.

#### درخشش کاتدی
در نهایت الکترون‌های کاتد انرژی کافی برای تحریک اتم‌ها را بدست می‌آورند. این اتم‌های برانگیخته به سرعت در حالت پایه قرار می‌گیرند و در طول موج تابش نور را مطابق با تفاوت بین باندهای انرژی اتم‌ها منتشر می‌کنند. این درخشش بسیار نزدیک کاتد مشاهده می‌شود.

#### فضای تاریک کاتدی
از آنجا که الکترون‌های کاتد انرژی بیشتری به دست می‌آورند، آنها تمایل به یونیزاسیون دارند، نه اینکه اتمها را تحریک کنند. اتم‌های برانگیخته به سرعت به سطح پایه ساطع می‌شوند، اما وقتی اتمها یونیزه می‌شوند، بارهای متضاد از هم جدا می‌شوند و بلافاصله ترکیب نمی‌شوند. این امر منجر به تولید یون‌ها و الکترون‌های بیشتری می‌شود، اما نوری وجود ندارد. این منطقه گاهی اوقات به نام فضای تاریک کروک نامیده می‌شود و بعضی اوقات به عنوان سقوط کاتد نیز خوانده می‌شود، زیرا بیشترین افت ولتاژ لوله در این منطقه رخ می‌دهد.

#### درخشش منفی
یونیزاسیون در فضای تاریک کاتد منجر به چگالی الکترون زیاد می‌گردد، اما الکترون‌های کندتر می‌شود و باعث می‌شود که الکترون‌ها با یون‌های مثبت از طریق فرایندی به نام تابش ترمزی نوترکیب شوند و منجر به نور شدید شوند.

#### فضای تاریک فارادی
هرچه الکترون‌ها انرژی خود را از دست می‌دهند، نور کمتری منتشر می‌شود و در نتیجه فضای تاریک دیگری ایجاد می‌شود.

### لایه آند
لایه آند با ستون مثبت شروع می‌شود و در آند پایان می‌یابد. لایه آند دارای یک بار فضای منفی و یک میدان الکتریکی متوسط است.

#### ستون مثبت
با داشتن یونهای کمتر، میدان الکتریکی افزایش می‌یابد و در نتیجه الکترونهایی با انرژی حدود ۲ ولت تولید می‌شود که برای تحریک اتم‌ها و تولید نور کافی است. با لوله‌های تخلیه تابشب طولانی‌تر، فضای طولانی‌تر توسط یک ستون مثبت طولانی‌تر اشغال می‌شود، در حالی که لایه کاتد یکسان است. به عنوان مثال، با علامت نئون، ستون مثبت تقریباً تمام طول لوله را اشغال می‌کند.

#### درخشش آند
افزایش میدان الکتریکی منجر به درخشش آند می‌شود.

#### فضای تاریک آند
الکترون‌های کمتر باعث ایجاد فضای تاریک دیگری می‌شوند.

### شیارشدگی
نوارهایی از نور متناوب و تاریک در ستون مثبت به شیارشدگی گفته می‌شود. شیارها به این دلیل اتفاق می‌افتند که فقط مقادیر گسسته انرژی توسط اتم‌ها جذب می‌شوند یا آزاد می‌شوند، وقتی الکترون‌ها از یک سطح کوانتومی به دیگری منتقل می‌شوند. این اثر توسط فرانک و هرتز در سال ۱۹۱۴ توضیح داده شد.

### پاشش
علاوه بر ایجاد انتشار ثانویه، یون‌های مثبت می‌توانند با فشار کافی به کاتد حمله کنند تا ذرات ماده ای را که از آن کاتد ساخته می‌شود خارج کنند. به این فرایند کندوپاش گفته می‌شودو به تدریج کاتد را در کند و سوز می‌برد. هنگام تجزیه اسپکتروسکوپی برای تجزیه و تحلیل ترکیب کاتد، پاشیدگی مفید است، همان‌طور که در طیف‌سنجی انتشار نوری تخلیه تابشی انجام می‌شود.
با این وجود، هنگام استفاده از تخلیه تابشی برای روشنایی، لکه بینی مطلوب نیست زیرا عمر لامپ را کوتاه می‌کند. به عنوان مثال، علائم نئون دارای کاتدهای توخالی هستند که به منظور به حداقل رساندن پاشیدگی، و شامل چارکول برای حذف مداوم یونها و اتم‌های ناخواسته هستند.

### گاز حامل
در زمینه پاشیدن، گاز موجود در لوله «گاز حامل» نامیده می‌شود زیرا ذرات را از کاتد حمل می‌کند.

### تفاوت رنگ
به دلیل رخ دادن پاشیدگی در کاتد، رنگهای ساطع شده از مناطق نزدیک به کاتد کاملاً متفاوت از آند هستند. ذرات پراکنده شده از کاتد برانگیخته می‌شوند و از فلزات و اکسیدهایی که کاتد را تشکیل می‌دهند تابش می‌کنند. تابش حاصل از این ذرات با تابش از گاز حامل برانگیخته ترکیب شده و به منطقه کاتد رنگ سفید یا آبی می‌بخشد، در حالی که در بقیه لوله، تابش فقط از گاز حامل است و به صورت تک رنگ تر به نظر می‌رسد.
الکترونهای نزدیک کاتد نسبت به بقیه لوله انرژی کمتری دارند. پیرامون کاتد یک میدان منفی است، که سرعت الکترون‌ها را از آنجا که از سطح خارج می‌شوند کند می‌کند. فقط آن دسته از الکترونهای با بالاترین سرعت قادر به فرار از این میدان هستند و آنهایی که انرژی جنبشی کافی ندارند به داخل کاتد بازمی‌گردند. پس از خارج شدن از میدان منفی، جذب از میدان مثبت شروع به شتاب دادن به این الکترون‌ها به سمت آند می‌کند. در طول این شتاب الکترونها منحرف و پایین توسط یون‌های مثبت بالا بردن سرعت به سمت کاتد، که به نوبه خود، روشنایی به رنگ آبی-سفید تولید می‌کند و تابش ترمزی اشعه در منطقه درخشش منفی است.

## کاربردها در شیمی تجزیه
تخلیه‌های تابشی می‌توانند برای تجزیه و تحلیل عناصر جامد، مایعات و گازها از ترکیبات عناصر و بعضاً مولکولی استفاده شوند، اما تجزیه عنصری جامدات رایج‌ترین است. در این چیدمان از نمونه به عنوان کاتد استفاده می‌شود. همان‌طور که قبلاً ذکر شد، یونهای گازی و اتمهای موجود در سطح نمونه اتمهای سطح آن را از بین می‌برند، فرایندی که به عنوان پاشش (sputtering) شناخته می‌شود.

### تحلیل عمق
در هر دو روش تجزیه بالک و عمقی مواد جامد ممکن است با تخلیه تابشی انجام شود. تجزیه و تحلیل بالک فرض می‌کند که نمونه نسبتاً همگن است و به‌طور متوسط سیگنال انتشار یا طیف‌سنجی جرمی را با گذشت زمان متوسط می‌کند. تجزیه و تحلیل عمق متکی به ردیابی سیگنال به موقع است، بنابراین، همان ردیابی ترکیب عنصری در عمق است.
تجزیه و تحلیل عمقی نیاز به کنترل بیشتری بر پارامترهای عملیاتی دارد. به عنوان مثال، شرایط (جریان، پتانسیل، فشار) باید تنظیم شود به گونه ای که دهانه تولید شده توسط پاشش کف صاف باشد (یعنی به گونه ای که عمق آنالیز شده در ناحیه دهانه یکنواخت باشد). در اندازه‌گیری بالک، یک کف دهانه خشن یا گرد باعث تجزیه اثرات منفی نمی‌شود. در بهترین شرایط، وضوح عمق در محدوده نانومتر تنها حاصل شده‌است (در حقیقت، وضوح درون مولکول نشان داده شده‌است).
در شیمی یون‌ها و نوتال‌ها در خلاء، شیمی یون فاز گازی نامیده می‌شود و بخشی از این مطالعه تحلیلی است که شامل تخلیه تابشی است.

## حالت‌های قدرت

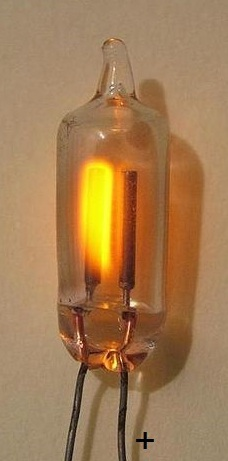
لامپ نئون با ولتاژ DC، که نشان دهنده تخلیه درخشش در اطراف کاتد است

در شیمی تجزیه، تخلیه‌های تابشی معمولاً در حالت جریان مستقیم انجام می‌شوند. برای جریان مستقیم، کاتد (که نمونه آنالیز مواد جامد است) باید رسانا باشد. در مقابل، تجزیه و تحلیل یک کاتد غیر رسانا به استفاده از جریان متناوب فرکانس بالا نیاز دارد.

## کاربرد در محاسبات آنالوگ
یک برنامه جالب برای استفاده از تخلیه تابشی در یک مقاله علمی در سال ۲۰۰۲ توسط Ryes , Ghanem و همکاران شرح داده شد. طبق یک مقاله خبری نیچر که شرح این کار است، محققان در امپریال کالج لندن نشان دادند که چگونه آنها یک مینی نقشه را ساختند که در کوتاه‌ترین مسیر بین دو نقطه درخشان است. مقاله نیچر سیستم را به شرح زیر توصیف می‌کند:
این تیم برای ساخت تراشه یک اینچی لندن، طرحی از مرکز شهر را روی یک اسلاید شیشه ای ترسیم کرد. قرار دادن یک درب صاف در بالای خیابان، خیابان‌ها را به لوله‌های توخالی و متصل تبدیل کرده‌است و آنها را با گاز هلیوم پر کردند و الکترودها را در مراکز مهم گردشگری قرار دادند. هنگامی که یک ولتاژ بین دو نقطه اعمال می‌شود، الکتریسیته به‌طور طبیعی از طریق خیابان‌ها در کوتاه‌ترین مسیر از A تا B عبور می‌کند - و گاز مانند یک چراغ نوار نئونی کوچک تابیده می‌شود.
این رویکرد خود یک روش محاسباتی آنالوگ ناول قابل مشاهده برای حل یک طبقه گسترده از مشکلات جستجوی پیچ و خم بر اساس خواص روشنایی یک تخلیه درخشش در یک تراشه میکروفلوئیدی فراهم می‌کند.

## کاربرد تنظیم ولتاژ

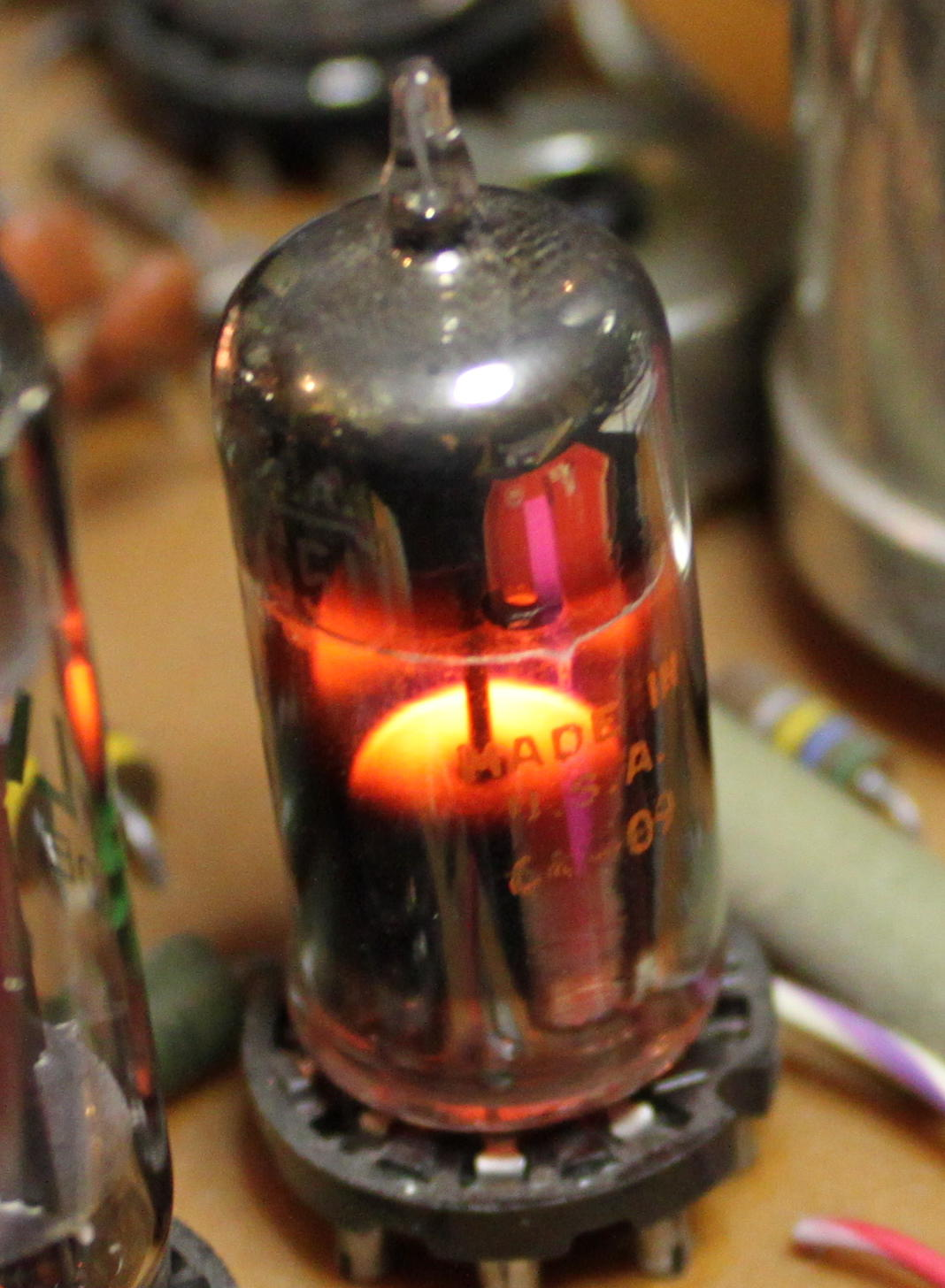
یک لوله تنظیم کننده ولتاژ ۵۶۵۱ در کار

در اواسط قرن بیستم، قبل از توسعه اجزای الکترونیک حالت-جامد مانند دیودهای زنر، تنظیم‌کننده ولتاژ در مدارها غالباً با لوله‌های تنظیم کننده ولتاژ انجام می‌شد، که از تخلیه تابشی استفاده می‌کردند.